# Bahía de Dunmanus
La bahía de Dunmanus (del inglés: Dunmanus Bay), es una bahía en el condado de Cork, República de Irlanda. Queda entre el cabo Mizen, al sur, y la bahía de Bantry, al norte, con el pequeño pueblo de Durrus en la cabeza de la bahía. La bahía queda fuera de la principal corriente de marea sin ningún río significativo que desemboque en ella y es poco frecuentada por los barcos.
En la orilla oriental de la bahía están las ruinas del castillo de Dunmanus construido por el clan de los O'Mahony. Al sur, el castillo de Dunlough, una antigua fortificación de O'Mahony, se alza en lo alto de los acantilados en la parte septentrional de la península de Mizen.